# Sciades ignarus
Sciades ignarus är en skalbaggsart som först beskrevs av Francis Polkinghorne Pascoe 1864.  Sciades ignarus ingår i släktet Sciades och familjen långhorningar. Inga underarter finns listade i Catalogue of Life.